# Konstantin Tich Assen

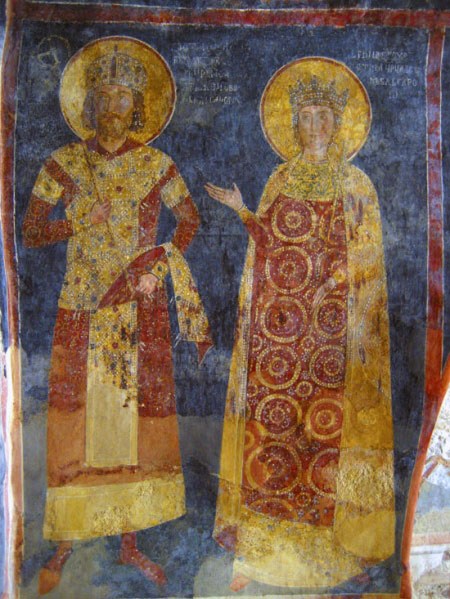
Konstantin Tich mit seiner Frau Irina Assenina (Kirche von Bojana).

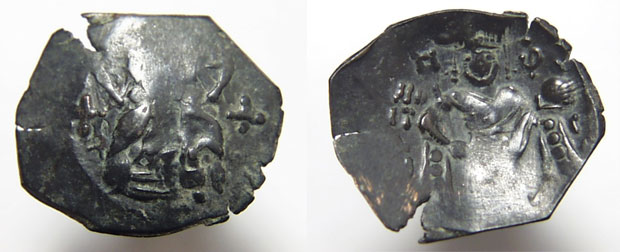
Bronzemünze aus der Zeit von Zar Konstantin Tich

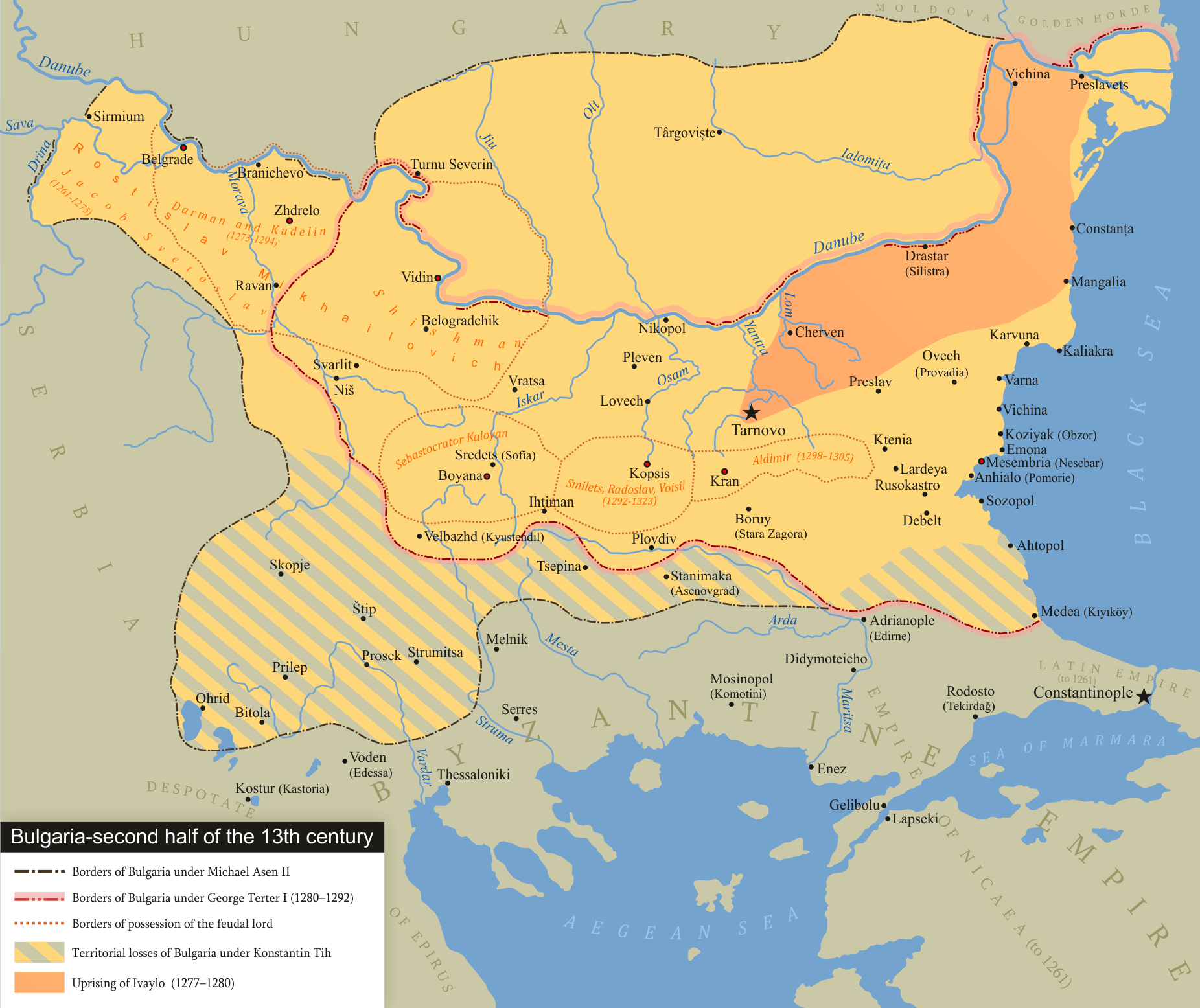
Ausdehnung Bulgariens unter Zar Konstantin Tich Assen

Konstantin Tich Assen (bulgarisch Константин I. Тих Асен, wissenschaftliche Transliteration Konstantin Tich Asen; * 1. Hälfte des 13. Jahrhunderts; † 1277 in Bulgarien) war von 1257 bis 1277 Zar von Bulgarien. Er folgte Zar Mizo Assen auf dem Thron.

## Leben
Konstantin Tich entstammte einer einflussreichen Boljarenfamilie. Seinen Beinamen Tich hat er wahrscheinlich seinem Vater, dem Despoten Tichomir zu verdanken. Noch vor seiner Machtergreifung stieg er im bulgarischen Bürgerkrieg zu einem der einflussreichsten Bojaren in Südostbulgariens Zentrum Skopje auf und wurde der gefährlichste Gegner von Zar Mizo Assen. Nachdem jener seine Herrschaft nicht halten konnte und über Mesembria nach Konstantinopel floh, wurde Konstantin 1257 nach seiner Wahl durch den Rat der Bojaren zum Zaren gekrönt. Im selben Jahr starb seine erste Gemahlin. Um seine Macht innerhalb Bulgariens zu stärken, ging er eine Ehe mit Irina (oder Irene) Laskarina Assenina von Nikaia, Tochter des Kaisers Theodor II. Dukas Laskaris und Elena von Bulgarien († 1258) und Enkelin mütterlicherseits des bulgarischen Zaren Iwan Assen II. († 1241) ein. Darauffolgend übernahm er auch den traditionsreichen Familiennamen und nannte sich Konstantin Tich Assen.
Zwischen 1259 und 1261 war Zar Konstantin mit den Magyaren unter Béla IV. in einen Krieg verwickelt. Dabei konnte er das Banat von Severin 1260 erobern. Als jedoch die Magyaren unter König Stephan V. die Gebiete samt den Festungen Widin und Lom einnahmen, verbündete sich Konstantin mit dem Bojaren Jakob Swetoslaw und schlug die ersteren zurück. Für die erwiesene Hilfestellung gegen die Magyaren und in den innenpolitischen Kämpfen gegen Mizo Assen, der noch große Ländereien im Osten besaß, ernannte Zar Konstantin Jakob Swetoslaw zum Despoten von Widin.
Weiter versuchte er seine Stellung innerhalb des bulgarischen Reiches in Anlehnung an Byzanz zu sichern; jedoch mischte der bulgarische Zar auch in den politischen Intrigen Konstantinopels mit. Nach der Herabsetzung und Blendung des byzantinischen Kaisers Johannes IV. (Bruder der Gemahlin Konstantins) durch Michael VIII. Palaiologos nahm Konstantin die Seite des ersteren ein und griff 1261 Byzanz an. In den darauffolgenden Kampfhandlungen verlor Konstantin nicht nur die Küstenstädte Mesambria und Anchialo, sondern auch das gesamte Thrakien. 1264 griff Zar Konstantin, diesmal mit dem Tataren Berke Khan verbündet, erneut an. 1268 starb die Zarin Irina. Um einen Friedensvertrag mit Byzanz zu festigen, in dem Michael VIII. Palaiologos die Rückgabe der 1261 verlorenen Gebiete zusicherte, heiratete Zar Konstantin 1269 Maria Palaiologina Kantakuzene, eine Nichte von Kaiser Michael VIII.
Nachdem der byzantinische Kaiser sein Versprechen, die Ländereien zurückzugeben, immer wieder hinauszögerte, griff Zar Konstantin erneut Konstantinopel an. Der bulgarische Zar ging daraufhin auch ein Bündnis mit Karl I. von Neapel ein, welcher einen Feldzug gegen Michael VIII., die Rückeroberung Konstantinopels und die Wiederherstellung des Lateinischen Kaiserreichs plante. Auch dieser Zug Konstantins brachte jedoch keinen Erfolg, stattdessen konnte die byzantinische Diplomatie Nogai Khan, einen der Anführer der Goldenen Horde, für sich gewinnen. Ab 1274 folgten regelmäßige Angriffe und Verwüstungen der Tataren im Norden Bulgariens, denen Konstantin nichts entgegensetzen konnte. Als Michael VIII. Palaiologos 1274 nach dem Zweiten Konzil von Lyon eine Kirchenunion mit Rom einging, brach das Bündnis zwischen dem bulgarischen Zaren und Karl I. von Neapel auf Druck des Papstes auseinander.
Die letzten Jahre seiner Herrschaft waren durch eine Erkrankung Konstantins und durch die verstärkte Einflussnahme in der Politik durch seine Gemahlin Maria gekennzeichnet, die eine Nichte und Gegnerin des Kaisers Michael VIII. von Byzanz wegen dessen Kirchenunion mit Rom war. Sie ließ vor 1272 ihren gemeinsamen Sohn Michael Tich Assen zum Mitzar krönen. Maria wird auch die Vergiftung des erstarkten Despoten Jakob Swetoslaw, in dem sie eine Gefahr für ihre Macht sah, zugeschrieben.
Als schließlich die ständigen Tataren-Übergriffe, die ebenfalls andauernden Intrigen der Bojaren, mit oder ohne byzantinische Hilfe, und die hohe Steuerlast eine Volksrevolte mit Iwajlo an der Spitze ausgelöst hatten, war Konstantin nicht mehr Herr der Lage. Der Bauernaufstand wuchs in einen Adel-Bauern-Bürgerkrieg hinein, an dessen Ende Zar Konstantin Tich Assen in einem Gefecht mit Iwajlo 1277 getötet wurde. Seine Gemahlin Maria Palaiologos konnte noch einige Monate die Stellung ihres Sohnes, der durch den Tod seines Vaters zum Zar geworden war, gegen Iwajlo behaupten. Am Ende heiratete jedoch Maria Iwajlo und regierte mit ihm, bis er in einer Schlacht 1280 von den Tataren ermordet wurde. Nach dessen Ermordung flohen Maria und Michael über Adrianopel nach Konstantinopel.

## Familie
Konstantin war insgesamt drei Mal verheiratet. Es ist nicht bekannt, ob er von den ersten Ehefrauen Kinder hatte. Aus seiner Ehe mit Maria Palaiologos hatte Konstantin Tich Assen einen Sohn namens Michail Assen II. (* 1270; † um 1300), der bei seiner Geburt für porphyrogennētos erklärt wurde.
1. Konstantin Tich Assen  ⚭ NN.
2. Konstantin Tich Assen ⚭ 1258 Irene Doukaina Laskarina Assenina von Nikaia († 1269/70), Tochter von Theodor II. Dukas Laskaris und Elena Assenina von Bulgarien
  1. Tochter ⚭ Smilez († 1298), Zar der Bulgaren (1292–1298)
    1. Theodora († 1322) ⚭ 1293 Stefan Uroš III. Dečanski
    2. Tochter ⚭ Eltimir, Bruder von Georgi I Terter und Despot von Kran
3. Konstantin Tich Assen  ⚭ 1269/70 Maria Palaiologina Kantakuzene († nach 1279)
  1. Michael Tich Assen (* ca. 1270; † nach 1302) Zar der Bulgaren, unter der Regentschaft von Maria Palaiologos

Siehe auch: Liste der Herrscher von Bulgarien, Kirche von Bojana